# Transport kolejowy w Słowenii

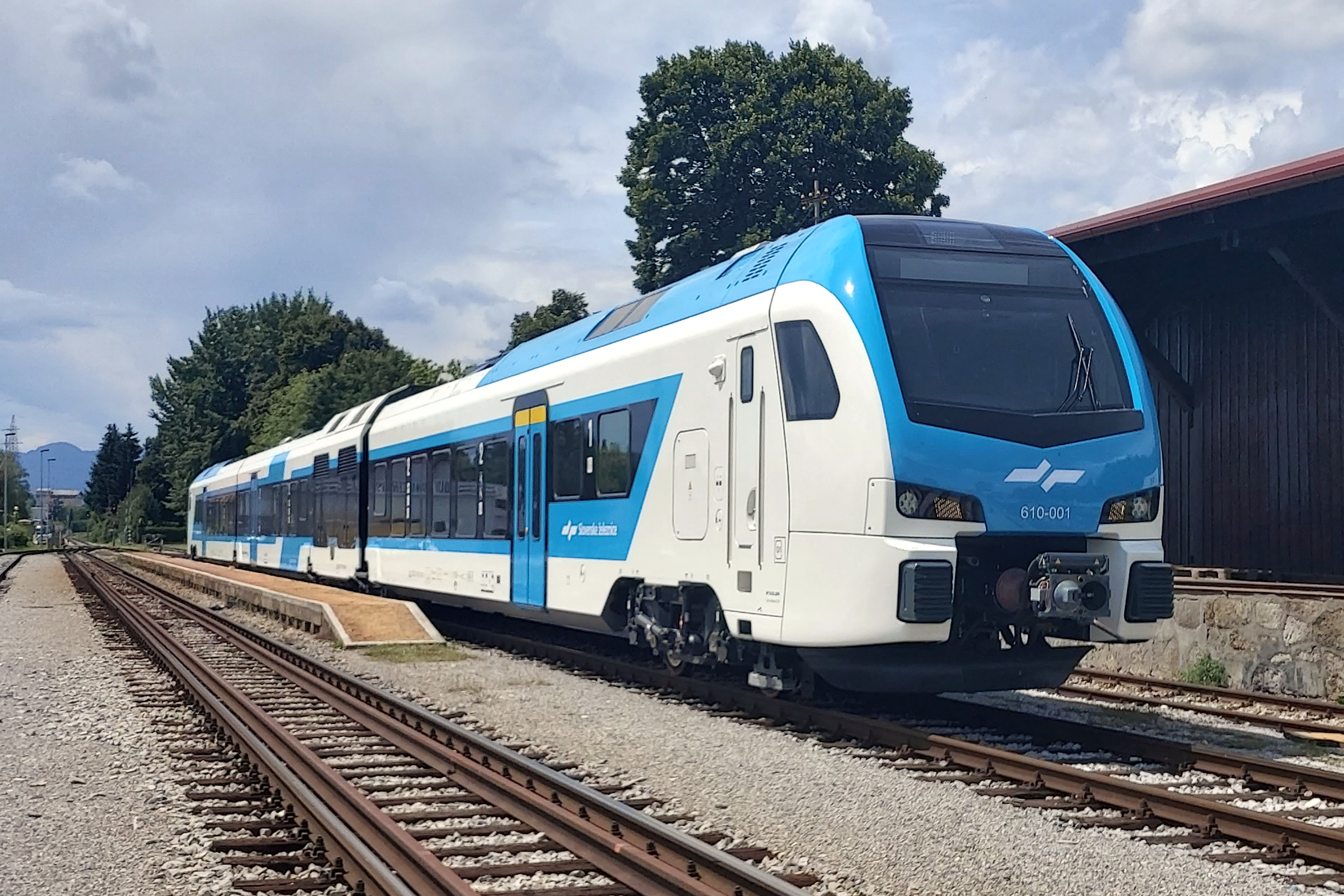
Spalinowy zespół trakcyjny Stadler FLIRT należący do SŽ

Transport kolejowy w Słowenii – system transportu kolejowego funkcjonujący na terenie Słowenii.

## Historia

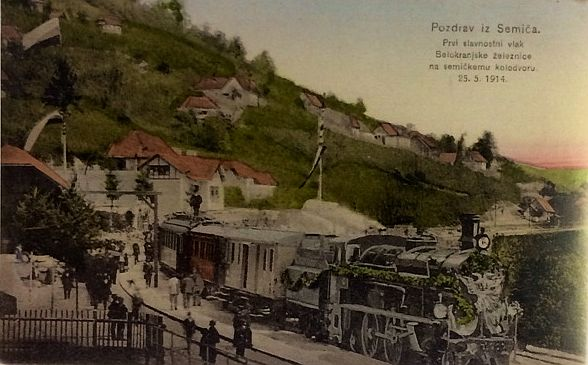
Stacja w miejscowości Semič, 1914 r.

Najważniejsza część sieci kolejowej w Słowenii powstała w okresie, gdy tereny te były częścią Cesarstwa Austrii, a później Austro-Węgier. W połowie XIX wieku przez tereny Słowenii budowano Austriacką Kolej Południową (niem. Österreichische Südbahn). W 1844 r. oddano do użytku pierwszy odcinek łączący Graz i Mürzzuschlag, a dwa lata później uruchomiono pierwszy odcinek na terenie Słowenii do Celje. W dalszej kolejności kolej docierała do Lublany (1849), a następnie przez Postojną do Triestu (1857). Do I wojny światowej powstawały liczne odnogi od głównej linii kolejowej: m.in. do Čakovca (1860), Zagrzebia (1862), Rijeki (1873), Puli (1876). W 1906 r. otwarto linię kolejową łączącą Villach z Triestem przez Jesenice i Gorizię. Po I wojnie światowej linie kolejowe w zachodniej części Słowenii, która przypadła Włochom, operowane były przez włoskie koleje Ferrovie dello Stato, a w części znajdującej się w Królestwo Serbów, Chorwatów i Słoweńców przez Železnice Kraljevine Srba, Hrvata i Slovenaca, a od 1929 r. przez koleje jugosłowiańskie JDŽ. Po II wojnie światowej i zmianie przebiegu granicy włosko-jugosłowiańskiej, całość linii była operowana przez JDŽ, której nazwę w 1952 r. zmieniono na JŽ. W latach 50. i 60. na terenie Słowenii elektryfikowane były kolejne linie kolejowe. W 1991 r., po rozpadzie Jugosławii, została powołana spółka Slovenske železnice z siedzibą w Lublanie. Od 1992 r. Słowenia jest członkiem UIC. Po rozpadzie Jugosławii zawieszono ruch graniczny na kilku lokalnych liniach między Słowenią a Chorwacją. W 1999 r. zakończono przebudowę linii łączącej Murską Sobotę i Hodoš, umożliwiając połączenie kolejowe z Węgrami. W 2016 r. zakończono elektryfikację tej linii.
W 2000 r. do ruchu wprowadzono nowe elektryczne zespoły trakcyjne Siemens Desiro do obsługi tras regionalnych oraz elektrycznych zespołów trakcyjnych ETR310 Pendolino do obsługi połączeń ICS. W 2018 r. i 2019 r. SŽ podpisały kontrakty z producentem taboru kolejowego Stadler na dostawę łącznie 52 spalinowych i elektrycznych zespołów trakcyjnych z rodzin Stadler FLIRT i Stadler KISS. Dzięki temu znacząco poprawi się jakość usług świadczonych przez słoweńskie koleje. Nowe składy zastąpiły m.in. dostarczane do Jugosławii w latach 60. ezt oparte na konstrukcji polskich EN57 produkowane przez Pafawag.

## Infrastruktura

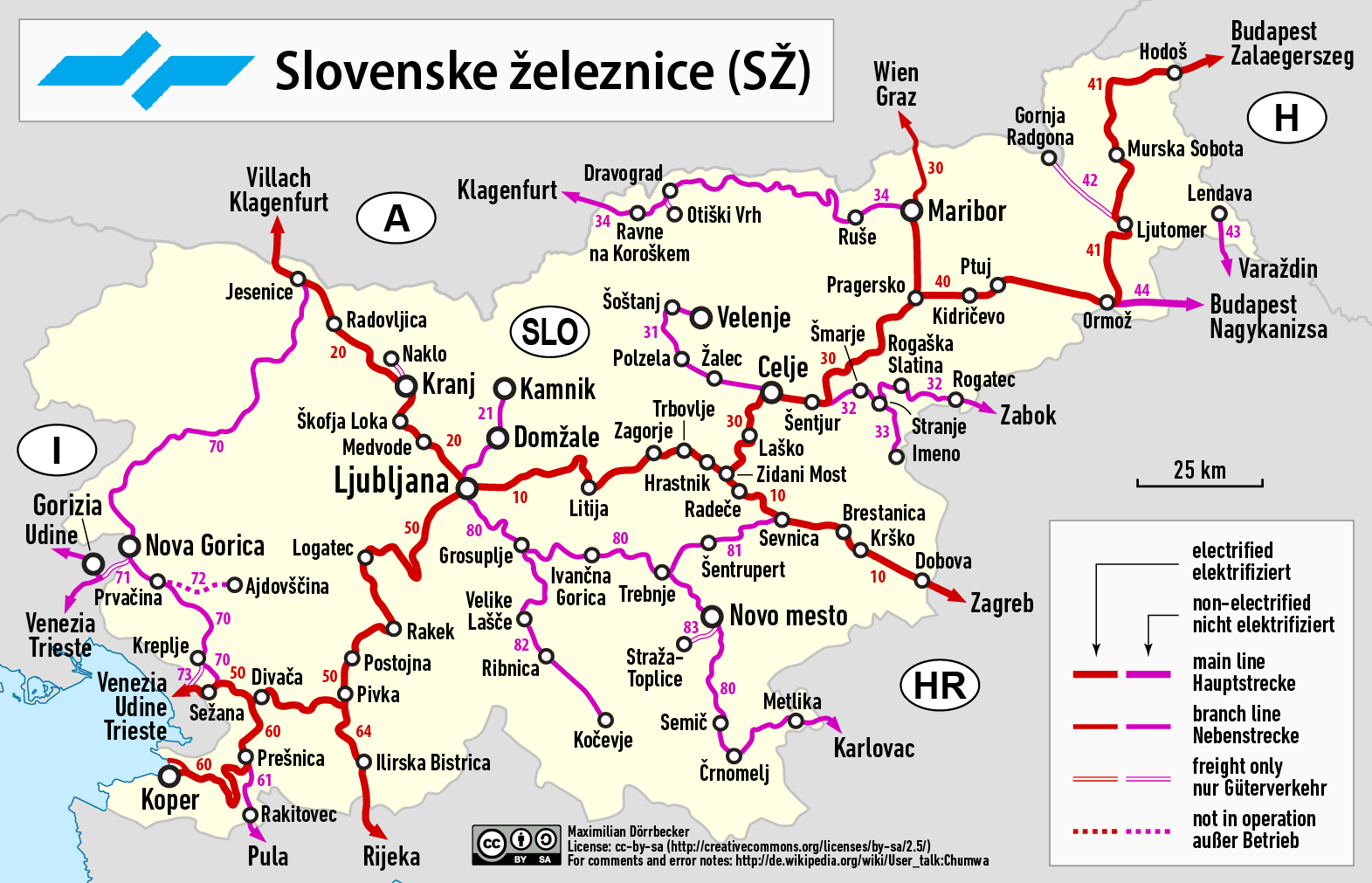
Mapa sieci kolejowej Słowenii

Zarządcą infrastruktury kolejowej na terenie Słowenii jest SŽ-Infrastruktura, d. o.o. Spółka ta odpowiada za zarządzanie i utrzymywanie całej sieci kolejowej, a także za zarządzanie i sterowanie ruchem kolejowym. Według stanu na koniec 2019 r. w Słowenii czynnych było 1209 km linii kolejowych, z czego 610 km było zelektryfikowane, a 331 km było liniami dwu- lub więcej torowymi. Wszystkie linie kolejowe w Słowenii są normalnotorowe (1435 mm). W sieci trakcyjnej obowiązuje napięcie 3 kV DC. W 2019 r. w Słowenii znajdowały się 273 pasażerskie stacje i przystanki kolejowe.
W słoweńskiej sieci kolejowej znajduje się 87 tuneli o łącznej długości 35,64 km oraz 435 mostów i wiaduktów o łącznej długości 12 km. W 2019 r. w Słowenii nie istniały linie kolei wysokich prędkości (o prędkości maks. powyżej 160 km/h). Na tle innych państw europejskich, średnia prędkość podróży pociągiem w Słowenii jest niska. Na większości głównych linii kolejowych obowiązują ograniczenia prędkości do 70–120 km/h, na nielicznych odcinkach do 140 lub 160 km/h. Na pozostałych liniach ograniczenia są do nawet 40–80 km/h.

## Przewozy pasażerskie

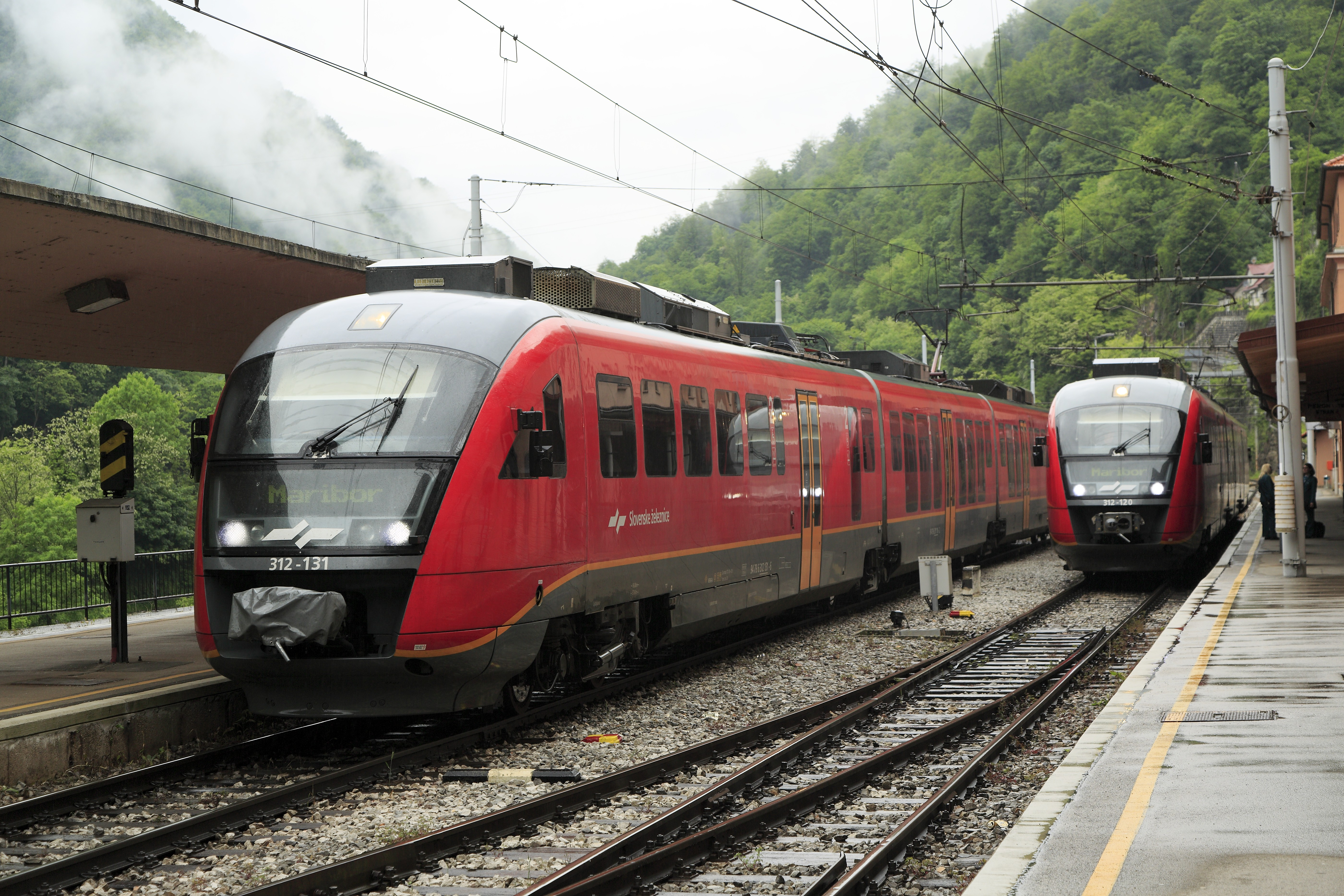
Dwa zespoły trakcyjne Siemens Desiro jako pociągi regionalne na stacji Zidani Most

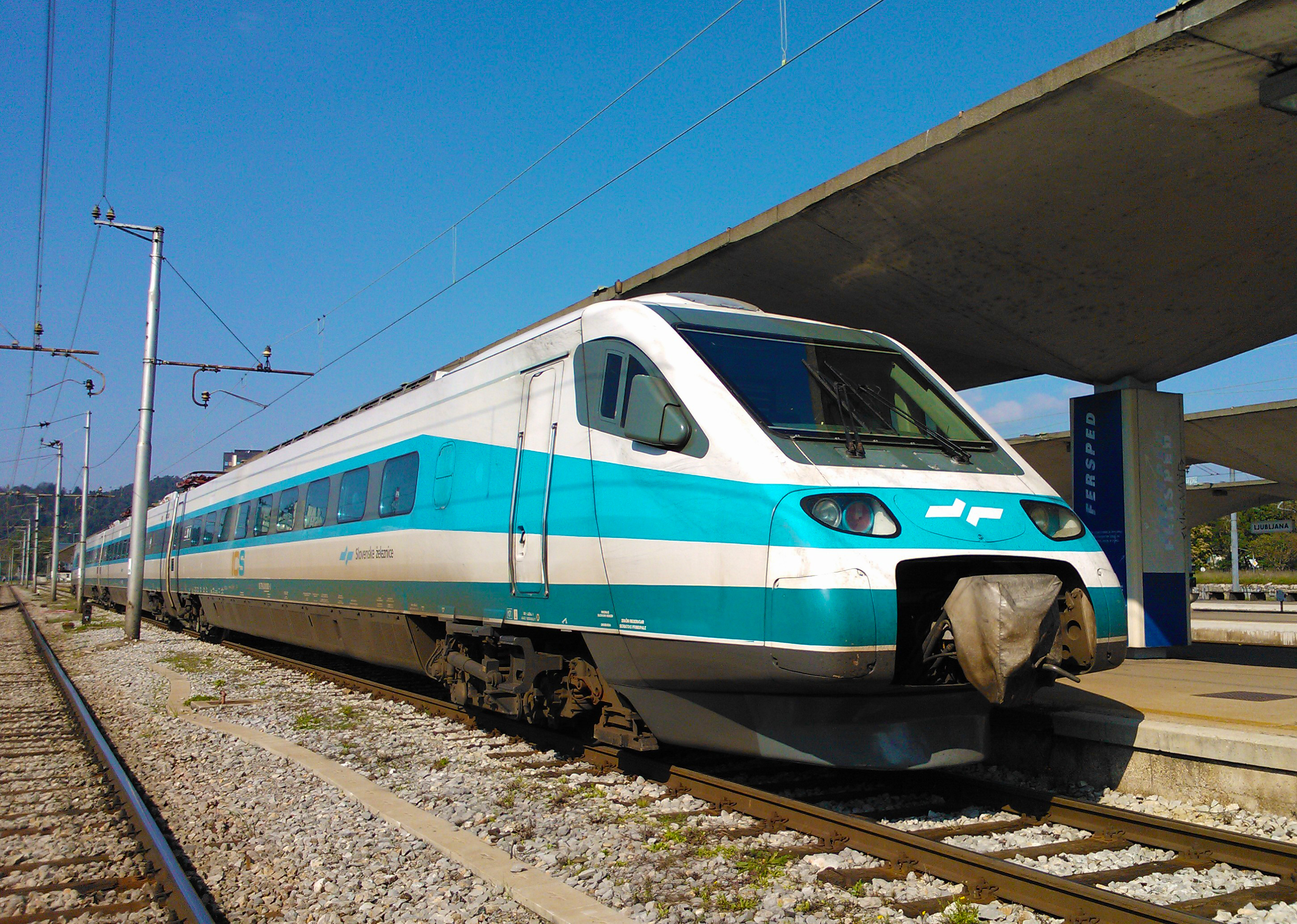
Pendolino jako pociąg ICS

Przewoźnikiem świadczącym usługi przewozów pasażerskich w Słowenii są Slovenske železnice. W 2019 r. przewiozły one 13,9 mln pasażerów, wykonując pracę przewozową 698,3 mln pkm, z czego 563,8 mln stanowiło udział ruchu krótkodystansowego.
Na terenie Słowenii istnieją następujące kategorie pociągów pasażerskich:
- InterCity Slovenija (ICS) – najwyższa klasa pociągów dalekobieżnych obsługiwana przez elektryczne zespoły trakcyjne serii 310. Pociągi ICS kursują między Lublaną a Mariborem, a w lecie w weekendy także na trasie Koper – Maribor – Lublana.
- InterCity (IC) – kategoria pociągów dalekobieżnych łącząca najważniejsze ośrodki miejskie i turystyczne w kraju.
- EuroCity (EC) – kategoria pociągów międzynarodowych uruchamiana we współpracy z przewoźnikami zagranicznymi.
- Mednarodni vlak (MV) – kategoria pociągów międzynarodowych z większą liczbą stacji niż w przypadku pociągów EC, operujących na krótszych dystansach, uruchamiana we współpracy z przewoźnikami zagranicznymi.
- Regionalni (RG) oraz Potniški vlak (LP/LV) – kategoria pociągów regionalnych zatrzymujących się na każdej stacji, obsługują lokalne linie kolejowe i łączą miasta z mniejszymi miejscowościami i sobą nawzajem na krótszych i dłuższych dystansach.

## Przewozy towarowe

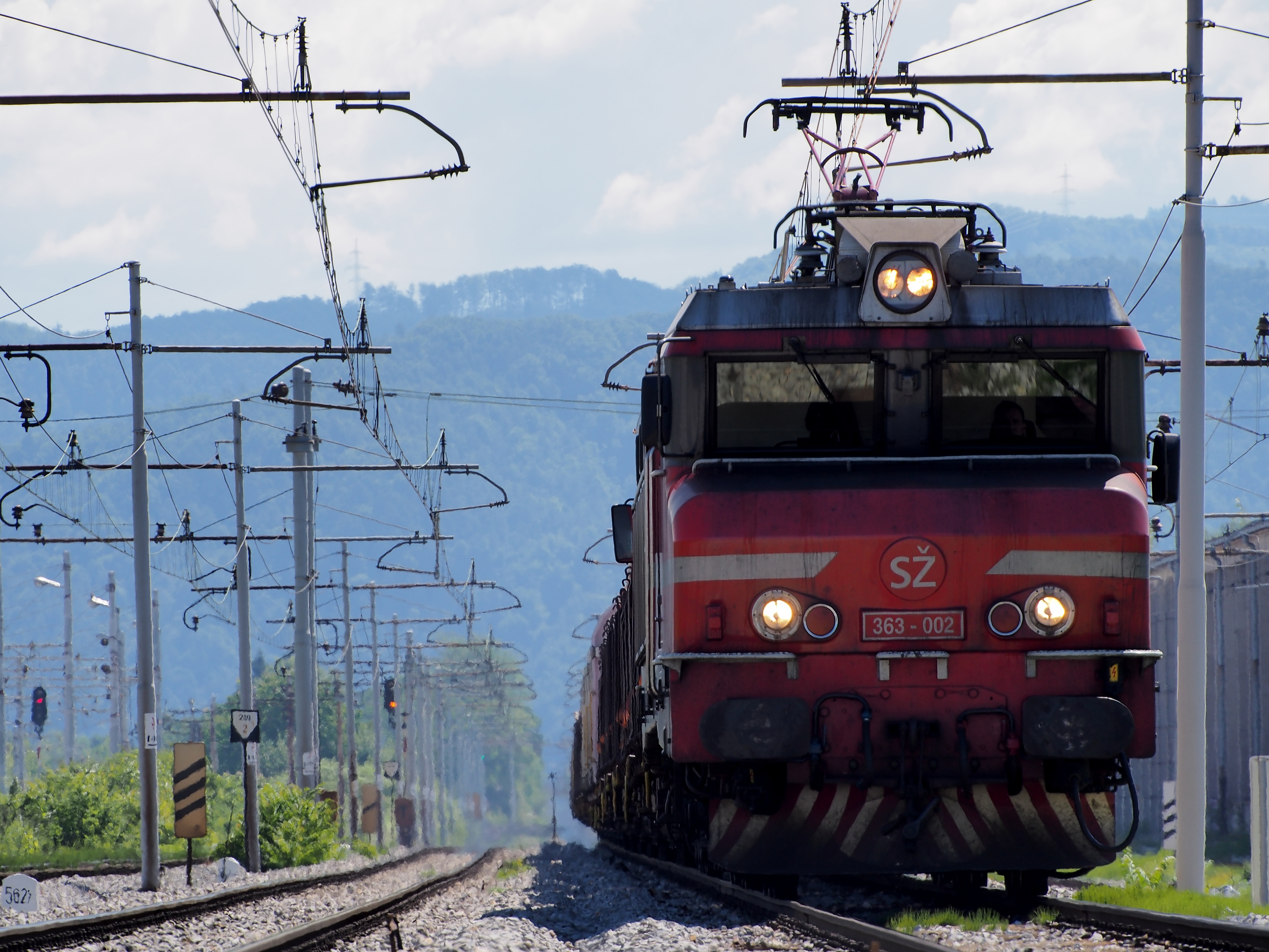
Pociąg towarowy obsługiwany przez SŽ

Największym przewoźnikiem towarowym w Słowenii pozostają Slovenske železnice. W 2019 r. łącznie na słoweńskiej kolei przewieziono 18,5 mln t towarów, wykonując pracę przewozową 4414 mln tkm. Od 2005 r. w ramach otwartego dostępu przewozy towarowe na liniach zarządzanych przez SŽ wykonują także inni przewoźnicy kolejowi. Pierwszą spółką, która na takich zasadach zaczęła wykonywać przewozy towarowe jest Adria Transport i operuje między portem Koper a Austrią, Węgrami, Niemcami, Czechami, Polską i Słowacją.